# Joel Robles
Joel Robles Blázquez (Getafe, 17 juni 1990) - alias Joel - is een Spaans voetballer die als doelman speelt.

## Clubcarrière
Robles werd als kind opgenomen in de jeugdopleiding van Getafe, die hij in 2005 verruilde voor die van Atlético Madrid. Daarvoor tekende hij op 27 december 2009 zijn eerste profcontract, waarmee hij zich tot juni 2014 aan de club verbond. Op 8 mei 2010 debuteerde hij in de Primera División tegen Sporting Gijón. Toenmalig eerste doelman David de Gea kreeg rust omwille van de Europa League-finale van enkele dagen later. Tweede doelman Sergio Asenjo viel na 10 minuten uit met een zware knieblessure. In 2011 werd Robles even eerste doelman, toen De Gea naar Manchester United vertrok. Na de komst van Thibaut Courtois moest hij zich opnieuw tevreden stellen met een plek op de bank.
Atlético verhuurde Robles op 31 januari 2012 aan Rayo Vallecano, waarvoor hij dertien competitiewedstrijden speelde. In januari 2013 haalde Wigan Athletic-manager Roberto Martínez Robles op huurbasis naar de Premier League als concurrent voor Ali Al-Habsi. Hij debuteerde op 26 januari 2013 voor Wigan in de vierde ronde van de FA Cup tegen Macclesfield Town. Op 17 maart 2013 debuteerde hij in de Premier League tegen Newcastle United. Hij behield zijn basisplaats en won zo de concurrentiestrijd van Ali Al-Habsi. Op 11 mei 2013 won Robles met Wigan op Wembley de FA Cup door middel van een 1-0 winst in een finale tegen Manchester City. Hij hield Carlos Tévez tweemaal van scoren af. Wigan won zo voor het eerst in haar historie de FA Cup.
Op 9 juli 2013 maakte Everton de definitieve overgang van Robles naar de Premier League bekend. Hij tekende een vijfjarig contract bij The Toffees.

## Clubstatistieken
| Seizoen | Club             | Land              | Competitie       | Competitie | Competitie | Beker | Beker | Internationaal | Internationaal | Totaal | Totaal |
| Seizoen | Club             | Land              | Competitie       | Wed.       | Dlp.       | Wed.  | Dlp.  | Wed.           | Dlp.           | Wed.   | Dlp.   |
| ------- | ---------------- | ----------------- | ---------------- | ---------- | ---------- | ----- | ----- | -------------- | -------------- | ------ | ------ |
| 2009/10 | Atlético Madrid  | Vlag van Spanje   | Primera División | 0          | 0          | 0     | 0     | 0              | 0              | 0      | 0      |
| 2010/11 | Atlético Madrid  | Vlag van Spanje   | Primera División | 0          | 0          | 1     | 0     | 1              | 0              | 2      | 0      |
| 2011/12 | Atlético Madrid  | Vlag van Spanje   | Primera División | 0          | 0          | 0     | 0     | 3              | 0              | 2      | 0      |
| 2011/12 | → Rayo Vallecano | Vlag van Spanje   | Primera División | 13         | 0          | 0     | 0     | —              | —              | 13     | 0      |
| 2012/13 | Atlético Madrid  | Vlag van Spanje   | Primera División | 0          | 0          | 0     | 0     | 0              | 0              | 0      | 0      |
| 2012/13 | → Wigan Athletic | Vlag van Engeland | Premier League   | 9          | 0          | 4     | 0     | —              | —              | 13     | 0      |
| 2013/14 | Everton FC       | Vlag van Engeland | Premier League   | 2          | 0          | 6     | 0     | —              | —              | 8      | 0      |
| 2014/15 | Everton FC       | Vlag van Engeland | Premier League   | 7          | 0          | 2     | 0     | 1              | 0              | 10     | 0      |
| 2015/16 | Everton FC       | Vlag van Engeland | Premier League   | 13         | 0          | 11    | 0     | —              | —              | 24     | 0      |
| 2016/17 | Everton FC       | Vlag van Engeland | Premier League   | 20         | 0          | 1     | 0     | —              | —              | 21     | 0      |
| 2017/18 | Everton FC       | Vlag van Engeland | Premier League   | 0          | 0          | 0     | 0     | 2              | 0              | 2      | 0      |
| 2018/19 | Real Betis       | Vlag van Spanje   | Primera División | 5          | 0          | 8     | 0     | 6              | 0              | 19     | 0      |
| 2019/20 | Real Betis       | Vlag van Spanje   | Primera División | 33         | 0          | 1     | 0     | —              | —              | 34     | 0      |
| 2020/21 | Real Betis       | Vlag van Spanje   | Primera División | 18         | 0          | 4     | 0     | —              | —              | 22     | 0      |
| 2021/22 | Real Betis       | Vlag van Spanje   | Primera División | 0          | 0          | 2     | 0     | —              | —              | 2      | 0      |
| Totaal  | Totaal           | Totaal            | Totaal           | 120        | 0          | 40    | 0     | 13             | 0              | 172    | 0      |

## Interlandcarrière
Robles kwam uit voor verschillende Spaanse nationale jeugdelftallen. Hij speelde onder meer twee wedstrijden voor Spanje -21.

## Erelijst
| Competitie            |                 |                 |                 |                 |
| Competitie            | Aantal          | Jaren           |                 |                 |
| Atlético Madrid       | Atlético Madrid | Atlético Madrid | Atlético Madrid | Atlético Madrid |
| --------------------- | --------------- | --------------- | --------------- | --------------- |
| UEFA Europa League    | 1x              | 2011/12         |                 |                 |
| UEFA Super Cup        | 1x              | 2010            |                 |                 |
| Wigan Athletic        |                 |                 |                 |                 |
| FA Cup                | 1x              | 2012/13         |                 |                 |
| Spanje –21            |                 |                 |                 |                 |
| Europees kampioen –21 | 1x              | 2013            |                 |                 |